# Acanthocephala thomasi
Acanthocephala thomasi är en insektsart som först beskrevs av Philip Reese Uhler 1872.  Acanthocephala thomasi ingår i släktet Acanthocephala och familjen bredkantskinnbaggar. Inga underarter finns listade i Catalogue of Life.